# Hymenoglossum
Genre
Hymenoglossum est un genre obsolète de fougères de la famille des Hyménophyllacées réduit à une seule espèce : Hymenoglossum cruentum (Hymenophyllum cruentum).

## Description
La caractéristique du genre tient principalement en des frondes à limbe simple entier, les autres caractéristiques étant très semblables au genre Hymenophyllum.

## Historique
Ce genre a été créé par Karel Bořivoj Presl en 1843. Il a été assez communément accepté (en particulier par Conrad Vernon Morton).
En 1851, Thomas Moore en fait une section du genre Hymenophyllum
En 1974, Conrad Vernon Morton reprend la position de Karel Bořivoj Presl et en fait un genre à part entière.
En 1981, Rolla Milton Tryon et Alice Faber Tryon en font un sous-genre du genre Hymenophyllum,.
En 2006, Atsushi Ebihara, Jean-Yves Dubuisson, Kunio Iwatsuki, Sabine Hennequin et Motomi Ito confirment la position de sous-genre du genre Hymenophyllum.

## Référence
1. ↑  Karel Bořivoj Presl - Hymenophyllaceae - Pragues, 1843 - p. 35
2. ↑  Thomas Moore - Index Filicum cxii. 1857
3. ↑  Conrad Vernon Morton - The Genera, Subgenera and Sections of the Hymenophyllaceae - Contributions from the United States National Herbarium - Volume 38 - Washington, 1974 - p. 160-161 Numérisé par la bibliothèque numérique Biodiversity heritage library
4. ↑  Rolla Milton Tryon et Alice Faber Tryon - Taxonomic and nomenclatural notes of ferns - Rhodora - Volume 83 - 1981 - p. 134 Numérisé par la bibliothèque numérique Biodiversity heritage library
5. ↑  L'index Tropicos invalide à tort cette classification maintenant admise

- Atsushi Ebihara, Jean-Yves Dubuisson, Kunio Iwatsuki, Sabine Hennequin et Motomi Ito - A taxonomic revision of Hymenophyllaceae - Blumea N° 51, 2006 p. 220 à 280 Document téléchageable
- Conrad Vernon Morton - The genera, subgenera and sections of the Hymenophyllaceae - Washington : Smithsonian Institution Press, 1968